# 諜報小說
諜報小說（英語：Spy Fiction），又稱間諜小說，也有人稱政治驚悚或諜報驚悚，主要描寫情報世界裡，間諜的生存抉擇與情報組織之間的互鬥，此一類型小說是在第一次世界大戰前一些先進的情報局成立後逐漸成形，小說內部通常有深含洞察力的見解、政治場面在小說當中。場景通常設定在異國，並利用精巧的技術揭發或擊敗外國敵人。
諜報小說的全盛時期在冷戰時期，由於冷戰時期，美、蘇雙方的暗地較勁，便使的作家們有很大的發揮空間，但是自從冷戰結束 （西元1989年11月柏林圍牆拆牆），諜報小說就逐漸衰微，一直到2001年的美國911恐怖攻擊事件之後，諜報小說才再度興盛起來，反而成為時代的趨勢。

## 第一次世界大戰前
早期的諜報小說包括詹姆斯·庫柏所寫的《The Spy》（1821年）以及《The Bravo》（1831年）、魯迪亞德·吉普林根據大博奕所寫的《Kim》（1901年）、艾瑪·奧希茲所寫的《紅花俠》系列，或著是羅伯特·厄斯金·契爾德著作的《The Riddle of the Sands》，這些都是一次世界大戰前的諜報小說著作。
而著名小說家柯南·道爾，雖然他所寫的是推理小說系列，但其實也有些可算是早期諜報小說的範例，例如《海軍協定》、《布魯斯·柏丁頓計畫》以及《最後的寒暄》，夏洛克·福爾摩斯的案件也涉及到諜報互鬥的範圍。
約瑟夫·康拉德所寫的《密探》(1907年)對於諜報活動有很深刻的描述，對於個人及大眾而言，這本書可說是諜報小說的經典。內容敘述一般革命組織打算派遣恐怖份子炸毀格林尼治天文台，最後的結果是陰謀失敗但同時也發現了一連串的陰謀。
此時期作品最廣為閱讀的作家便是威廉·勒奎斯，他寫作的通俗散文還曾經被歸類到二手書店去，不過最後成為了當時大不列顛最暢銷小說作家。至於當時第二名最暢銷諜報小說作家為艾德華·菲力普·歐朋海默，他們兩人在1900年到1914年期間一共寫作了超過一百本以上的諜報小說，不過他們寫作的俗套小說被認為在文學上只有一小點的功績。
第一次世界大戰期間，被認為最卓越的諜報小說作家是約翰·布臣，他是一個技巧性的宣道者。他的小說對於戰爭的描寫相當的好，也就是文明與蠻族之間的衝突。他最有名的筆下人物理查·漢奈以及系列作《三十九級臺階》、《綠披肩》以及其他續集，布臣的小說到現在仍然有在印刷當中。
1917年，法國小說家加斯東·勒魯寫下了法國第一本諜報驚悚小說，他也創造出了筆下神探約瑟夫·胡爾達必。

## 第二次世界大戰
諜報文學的多樣性以及強度在兩次的世界大戰之間已日益明顯，並於二戰時期逐漸成熟。二戰時期首次出現的小說為退休情報員威廉·索默賽特·毛姆所寫作的《Ashenden》，正確地寫出第一次世界大戰時期的諜報行動，而另一位英國舊有情報員坎普頓·麥坎基，則寫出了一部成功的諜報諷刺小說。小說家艾瑞克·安伯勒寫下常人能夠理解的諜報小說《Epitaph for a Spy》 (1938年)、《雙面狄米崔》 (1939年)、《Journey into Fear》 (1940年)，而安伯勒首先引進左派觀點的寫法也讓安伯勒以此聞名。
1939年，英國女作家海倫·麥肯恩寫下生平首部諜報小說《Above Suspicion》，接下來展開45年之久的職業寫作生涯，作品的快節奏以及複雜的情結獲得高度讚賞，她其他著名的作品包括《Assignment in Britanny》 (1942年)、《Decision at Delphi》 (1961年)以及《Ride a Pale Horse》 (1984年)。
1940年，英國作家曼寧·柯爾寫下筆下主角湯瑪斯·艾賓史東·漢伯頓系列的第一本小說《Drink to Yesterday》，小說地點設定在第一次世界大戰，之後的續集背景設定在納粹德國或是二次大戰時期的英格蘭，柯爾的作品都以較輕鬆的筆調描寫事態的嚴重性。二次世界大戰後，柯爾的作品普遍被認為通俗小說，隨著時間逝去也逐漸暗淡。

## 冷戰時期
二次世界大戰後的冷戰時期，對於諜報小說具有推波助瀾的作用。在早期1950年代時，作家戴斯蒙·柯瑞創造了一名擁有「殺人執照」的幹員。而格雷安·葛林也藉由自己對於英國秘密情報局的真實經驗，寫下了一系列左派、反帝國主義的諜報小說，包括故事背景於南亞的《沉靜的美國人》 (1955年)、比屬剛果的《痲瘋病人》 (1961年)、海地的《The Comedians》 (1966年)、阿根廷的《The Honorary Consul》 (1973年)、倫敦的《The Human Factor》 (1978年)，不過葛林恩最著名的作品是《Our Man in Havana》 (1959年)。
早年冷戰的諜報員代表為詹姆斯·龐德，為伊恩·佛萊明所創作的角色，不過隨著佛萊明創造龐德的成功例子，很快的就有其他作家創造出了一些與龐德不同特色的英雄人物，最著名的例子為約翰·勒卡雷和連·丹頓，他們創造出的範例並沒有1930年代作家對於諜報活動的不了解，舉例而言，為了對照與龐德的不同，勒卡雷筆下的情報員喬治·史邁利，他的太太就與龐德一樣風流。而腓特烈·弗西斯以及肯恩·福樂特以歷史事件的妥善使用獲得肯定。另外亞當·霍也創造出以英國情報員魁勒為主角的系列故事，首部作品為《The Quiller Memorandum》，除了有文學意義外，同時也研發間諜情報技術。
在這時期，諜報文壇長期由英國作家當霸主，而美國作家唐納德·漢米爾頓首先打破這個局勢，他出版的《Death of a Citizen》、《The Wrecking Crew》，讓反間諜殺手麥特·海姆登場，該書也引起一連串效應，包括漫畫、電影紛紛出籠。1971年，美國作家羅勃·陸德倫的出道作《納粹檔案》在平裝本銷售上創下佳績，開創了陸德倫的寫作生涯。廣泛來說，陸德倫是當今普遍認為開創諜報驚悚為先河，並且獲得高度讚賞以及仿效的對象。1984年，湯姆·克蘭西的《獵殺紅色十月號》在市場上造成大轟動，並且改編成電影。雖然同一時期的威爾斯作家克雷格·湯瑪斯也在1977年出版科技驚悚小說《Firefox》，但是依然沒有克蘭西那樣出名。
1960年代同樣也是諜報電影大量出產的時代，範疇包括科幻性的詹姆斯·龐德系列，到較為現實的《冷戰諜魂》及《鍋匠、裁縫、士兵、間諜》（約翰·勒卡雷同名小說改編)，以及商業性的《The Quiller Memorandum》。
間諜的形象也同時被電視影集刻畫，例如1954年詹姆斯·龐德的《皇家夜總會》，1960年代的《The Man from U.N.C.L.E》、《Danger Man》以及《I Spy》。不過1960年代後期，間諜成為了被諷刺的對象，尤其以電視劇《Get Smart》為例。1980年代早期，《The Sandbaggers》則呈現出了官僚體制下的諜報觀點。
1970年代以及1980年代，CIA舊有幹員查爾斯·麥卡瑞寫下了幾本高關注的諜報小說，例如《The Tears of Autumn》就以優良的文采描寫其中懸疑的諜報技術。

## 冷戰過後
冷戰結束後，作家諾曼·麥勒藉著對於美國情報界的長期觀察，寫下長達1300頁的長篇小說，並且在蘇聯解體的1991年出版。
鐵幕政權的垮台，而共產黨急需西方國家的資金，但是他們並不接受美式民主。蘇聯解體，而接下來的俄羅斯也並不是那麼好相信。CIA的存在成了問題，美國國會甚至隆重地討論此案，也因此諜報文學急速衰退。有鑑於諜報文學即將結束，《紐約時報》取消了長期的諜報文學專欄。
雖然諜報文學面臨嚴重低潮，但是在冷戰時期受歡迎的作家還是繼續出版，相信諜報文學還是能復甦。成功的作家扣除上述所說的，還有尼爾森·戴米爾、W·E·B·葛利分以及大衛·摩瑞爾。
此時，主編們也在謹慎篩選初出茅廬的作家，只有少數作家的作品能夠出到精裝本，這其中的包括美國作家約瑟夫·芬德的《莫斯科俱樂部》 (1995年)、蓋爾·琳姿的《假面行動》 (1996年)以及丹尼爾·席瓦的《The Unlikely Spy》 (1996年)；英國作家查爾斯·柯明的《A Spy By Nature》 (2001年)、漢瑞·波特的《Remembrance Day》 (2000年)，基本上他們都是冷戰結束後出類拔萃的作家。

## 911事件後
2001年，911恐怖攻擊事件的發生，使得國際情勢轉向。恐怖主義的餘波，也重新喚起了大眾對於國際情勢的求知欲望。小說本身就是大眾相當喜愛的事物，不僅僅是從閱讀中獲得樂趣，更能夠從中獲取知識。很快的諜報小說再度崛起，其中的需求不僅僅是復甦而已，而在於反應出大眾對於現實生活國際情報運作情況的注意。
約翰·勒卡雷以及腓特烈·弗西斯都重新回到諜報小說的領域並且繼續出版新作，目前有許多來自歐洲以及美國的作家都在諜報小說的文壇活躍。在美國，《紐約時報》的暢銷排行榜經常由驚悚型的小說獨占鰲頭。
終於在2004年，一個國際的驚悚作家組織成立了－國際驚悚作家組織 (International Thriller Writers，簡稱ITW)。ITW在2006年6月首先舉辦了國際的驚悚作家會談，隔年7月再度舉行，同時，全球第一個間諜主題樂園－「Spyland」在法國里昂預定開幕。
近年來有關於諜報的主題電影，包括《神鬼認證系列》以及湯姆·克魯斯主演的《不可能的任務》系列，或是007的最新電影《007首部曲：皇家夜總會》都大受歡迎。而史蒂芬·史匹柏執導的《慕尼黑》則是大受好評，獲得5項奧斯卡的提名。喬治·克隆尼的《諜對諜》或是改編自勒卡雷同名小說的《疑雲殺機》，都有獲得國際性的大獎。
諜報小說目前也朝向一個新方向發展，也就是電玩遊戲。以諜報為主題的電玩遊戲主要讓玩家變成間諜，滲透敵方組織進行破壞、偵查的工作，《潛龍諜影系列》為首開諜報遊戲概念先河的遊戲，之後像是《間諜遊戲》等，都是以複雜的諜報、陰謀為劇情主線，並且以類似電影上的方式呈現。有些遊戲例如《霹靂嬌娃》以及《霹靂嬌娃2：諜影神蹤》，其遊戲內容兼備幽默感以及1960年代的流行事物。《邪惡天才》背景設定在60年代，與其他諜報遊戲不同的是，玩家主要擔任反派角色，同時這款遊戲也是即時戰略的類型。
不論讀者、作家、主編甚至情報局內部的分析師、幹員、職員等，都相當享受諜報文學的娛樂性，那種在冷戰後近乎死亡的感覺對於大眾相當的新鮮。隨著恐怖主義與強權國家的對抗沒那麼早消弭，諜報文學的需求也不會那麼簡單就結束掉。

## 代表作家
| - 泰德·歐比尤利 - 艾瑞克·安伯勒 - 戴斯蒙·貝格利 - 雷蒙·班森 - 約翰·布臣 - 威廉·F·巴克利二世 - 羅伯特·厄斯金·契爾德 - 湯姆·克蘭西 - 布萊恩·克夫 - 曼寧·柯爾 - 戴斯蒙·柯瑞 - 查爾斯‧柯明 - 連·戴頓 - 保羅·艾迪 - 約瑟夫·芬德 - 伊恩·佛萊明 - 文思·弗萊恩 - 肯恩·福樂特 | - 腓特烈·弗西斯 - 亞倫·弗斯特 - 約翰·迦納 - 麥克·吉伯特 - 約翰·葛里菲斯 - 葛翰·葛林恩 - 楊·庫盧 - 亞當·霍 - 唐納德·漢米爾頓 - 羅伯特·哈里斯 - 傑克·辛吉斯 - 查理·辛格森 - 雷林·希爾豪斯 - 安東尼·豪若威茲 - 約翰·勒卡雷 - 威廉·勒奎斯 - 羅伯特·李特爾 - 羅勃·陸德倫 | - 蓋爾·琳姿 - 海倫·麥肯恩 - 伊恩·馬金托許 - 諾曼·麥勒 - 威廉·索默賽特·毛姆 - 查爾絲·麥卡瑞 - 安迪·麥南 - 大衛·摩瑞爾 - 羅伯特·穆查莫 - 詹姆士·穆洛 - 曼寧·歐布萊 - 艾德華·菲力普·歐朋海默 - 艾瑪·奧希茲 - 詹姆斯·費藍 - 安東尼·布萊斯 - 丹尼爾·席瓦 - 戴斯蒙·斯奇洛 - 羅斯·湯瑪斯 - 丹尼斯·輝特利 |